# 최홍묵
최홍묵(崔鴻默, 1949년 3월 13일~)은 대한민국의 정치인이다. 제1·2·4·5대 충청남도 계룡시장이다.

## 학력
- 우송고등학교 명예 졸업

### 명예 박사 학위
- 중부대학교 명예 행정학 박사

## 경력
- 자유민주연합 총재특별보좌관
- 재향군인회 충청남도 논산 두마면 청년지회 회장
- 제2·3대 논산시의원 (~ 2003년 9월 18일)
- 제1대 계룡시의원 (2003년 9월 19일 ~ 2003년 9월 30일)[1]
- 논산시의회 의장
- 제1·2대 충청남도 계룡시장
- 제4·5대 충청남도 계룡시장

## 역대 선거 결과
|  | 33.03% |

|  | 0% |

|  | 66.92% |

|  | 51.22% |

|  | 29.60% |

|  | 3.23% |

|  | 37.09% |

|  | 48.12% |